# Prima o poi (Francesco Renga)
Prima o poi è un singolo del cantautore italiano Francesco Renga, pubblicato il 31 maggio 2019 come terzo estratto dall'ottavo album in studio L'altra metà.

## Descrizione
Il brano è stato scritto dal cantautore romano Gazzelle insieme allo stesso Renga e Luca Serpenti.

## Video musicale
Il videoclip, diretto dagli YouNuts! (Antonio Usbergo & Niccolò Celaia) e prodotto da Antonio Giampaolo per Maestro Production, è stato pubblicato il 11 giugno 2019 sul canale Vevo-YouTube del cantante.